# Henrik Ojamaa
Henrik Ojamaa (Tallin, Estonia, 20 de mayo de 1991) es un futbolista estonio que juega como delantero en el Paide Linnameeskond de la Meistriliiga.

## Selección nacional
Ha sido internacional con la selección de fútbol de Estonia; donde hasta ahora, ha jugado 63 partidos internacionales por dicho seleccionado anotando un gol.

## Clubes
| Club                   | País         | Año       |
| ---------------------- | ------------ | --------- |
| F. C. Flora Tallin     | Estonia      | 2007      |
| Derby County F. C.     | Inglaterra   | 2007-2009 |
| Stafford Rangers F. C. | Inglaterra   | 2009      |
| Derby County F. C.     | Inglaterra   | 2009-2010 |
| Alemannia Aachen       | Alemania     | 2010-2011 |
| Fortuna Sittard        | Países Bajos | 2011      |
| RoPS                   | Finlandia    | 2011      |
| Motherwell F. C.       | Escocia      | 2012-2013 |
| Legia Varsovia         | Polonia      | 2013-2014 |
| Motherwell F. C.       | Escocia      | 2015      |
| Sarpsborg 08 FF        | Noruega      | 2015      |
| Swindon Town F. C.     | Inglaterra   | 2016      |
| F. C. Wacker Innsbruck | Austria      | 2016      |
| Go Ahead Eagles        | Países Bajos | 2016-2017 |
| Dundee F. C.           | Escocia      | 2017      |
| H. N. K. Gorica        | Croacia      | 2017-2018 |
| Miedź Legnica          | Polonia      | 2018-2020 |
| Widzew Łódź            | Polonia      | 2020-2021 |
| F. C. Flora Tallin     | Estonia      | 2021-2023 |
| Paide Linnameeskond    | Estonia      | 2024-     |